# 盧永強
卢永强（1958年11月11日—），香港编剧、填词人。

## 经历
1984年，他填词的作品《一段情》得到第三届香港电影金像奖最佳原創電影歌曲獎。他是动画片《喜羊羊与灰太狼》的监制。他亦是TVB《欢乐今宵》编审、电影《僵尸叔叔》和《灵幻先生》的编剧。他亦是香港设计中心的副主席。

## 填词作品
- 《捍卫香港》[4]
- 《明天你是否依然爱我》
- 张学友 - 丝丝记忆
- 陈百强 - 超越时空
- 陈百强 - 驱魔大法师
- 陈百强 - 我想你
- 陈百强 - 神仙也移民
- 陈百强 - 好想见面
- 陈百强 - 感情到老
- 陈百强 - 冷暖风铃
- 陈百强 - 重新欣赏我
- 《星光照心窝》
- 《还有你给我快乐》
- 钟镇涛 - 无限旅程
- 钟镇涛 - 看星的日子
- 钟镇涛 - 故事繼續
- 钟镇涛 - 還有你給我快樂
- 钟镇涛、彭建新 - 一段情
- 梅艷芳 - 迎風上路
- 《猜猜猜》
- 《别看我只是一只羊》（粤语版）
- 《拥抱春天》
- 《大家一起喜羊羊》
- 《左手右手》
- 《我爱平底锅》
- 《梦见果冻》
- 《我爱灰太狼》
- 《给快乐加油》
- 《我们有武功》
- 《小时候》
- 《快乐竞技场》
- 《开心的战斗》
- 《保卫地球》
- 《山歌对唱》
- 《和梦想飞翔》
- 《拥有未来》
- 《善良的力量》
- 《只要有梦想》
- 《我恨我痴心》
- 《甘心》
- 《百年》
- 《一起灌溉》
- 彭家麗 - 雪的誓約